# Alkippe (Mutter des Eupalamos)
Alkippe (altgriechisch Ἀλκίππη Alkíppē) ist eine Figur der griechischen Mythologie.
Sie wird in der Bibliotheke des Apollodor als Gattin des Metion, eines Sohnes des Erechtheus, erwähnt. Mit ihm hatte sie einen Sohn namens Eupalamos, der der Vater des Daidalos war.
Die Textstelle ist allerdings mehrdeutig und wird gelegentlich auch dahingehend verstanden, dass Alkippe und Eupalamos die Eltern des Daidalos sind.